# 584. grenadirski polk (Wehrmacht)
584. grenadirski polk (izvirno nemško 584. Grenadier-Regiment; kratica 584. GR) je bil pehotni polk Heera v času druge svetovne vojne.

## Zgodovina
Polk je bil ustanovljen 15. oktobra 1942 s preimenovanjem 584. pehotnega polka; dodeljen je bil 319. pehotni diviziji.